# JUNGLE (ZOOのアルバム)
『JUNGLE』（ジャングル）は、ZOOの4枚目のオリジナル・アルバム。1992年12月16日にFOR LIFEから発売。

## 概要
『Gorgeous』以来、7ヶ月半ぶりのオリジナル・アルバムは、1年半ぶりのフル・アルバムとなった。前3作収録の数多の楽曲に参加していた中西圭三が外れ、1年半ぶりの復帰となった羽田一郎をはじめ横山輝一、高見沢俊彦、秋元康などの初顔合せの外部作家を迎えている。編曲もこれまではほぼ岩崎文紀のみで担われていたが、初参加となる遠山淳をはじめ、メンバーの手によるものも含まれている。

## チャート成績
オリジナル・アルバム最後のTOP10入り作品。

## 収録曲
1. JUNGLE (6:50)[1]
作詞：秋元康
作曲・編曲：遠山淳
2. HAWAII (5:01)[1]
作詞：伊藤真由美
作曲：羽田一郎
編曲：寺田創一
3. YA-YA-YA[LAB.Mix Album Version] (6:15)[1]
作詞：佐藤ありす
作曲：横山輝一
編曲：岩崎文紀
6thシングルのアルバム・バージョン。
4. Never forget you (5:45)[1]
作詞：御木五月（SATSUKI）
作曲：羽田一郎
編曲：遠山淳
5. Free style (4:01)[1]
作詞・編曲：NAOYA
作曲：横山輝一
ボーカル：TACO・LUKE・MARK・NAOYA・HIRO・CAP
6. PINCH!! (4:46)[1]
作詞：松井五郎
作曲：横山輝一
編曲：岩崎文紀
7. Kiss me[LAB.Mix Album Version] (5:49)[1]
作詞：佐藤ありす
作曲：羽田一郎
編曲：岩崎文紀
6thシングルC/Wのアルバム・バージョン。
8. JAMMING (4:59)[1]
作詞：松井五郎
作曲・編曲：羽田一郎
9. ONLY YOU (5:55)[1]
作詞・作曲：高見沢俊彦
編曲：遠山淳